# 9:00 P.M. (The Pitt)
"9:00 P.M." es el decimoquinto episodio y el final de la primera temporada de la serie de televisión de drama médico estadounidense The Pitt. El episodio fue escrito por el creador de la serie R. Scott Gemmill y dirigido por el productor ejecutivo John Wells. Se lanzó en Max el 10 de abril de 2025.
La serie está ambientada en Pittsburgh y sigue al personal de la sala de emergencias del Pittsburgh Trauma Medical Hospital (apodado "The Pitt") durante un turno de 15 horas en el departamento de emergencias. La serie sigue principalmente al Dr. Michael "Robby" Robinavitch, un médico de último año que todavía se recupera de algunos traumas. En este episodio, el personal se prepara para los arreglos finales mientras Gloria dicta que deben irse a casa y dejar sus tareas al turno de noche.
El episodio recibió elogios de la crítica, y los críticos elogiaron las actuaciones, el tono emocional, la escritura, el ritmo y el cierre de la temporada.

## Trama
Robby (Noah Wyle) intercepta el arresto de McKay (Fiona Dourif) y habla con los oficiales de policía. Después de informarles que desactivar el monitor de tobillo le permitió a McKay salvar a uno de sus oficiales, es liberada de la custodia policial. Posteriormente, revisa a King (Taylor Dearden) y Shen (Ken Kirby), informando a los padres de Flynn que su hijo necesita una punción lumbar. Cuando la Sra. Edwards se niega, Robby lleva al padre a la morgue para demostrarle que su hijo aún puede salvarse, pero el padre, en cambio, se marcha disgustado.
Después de ser reprendido nuevamente por Robby, Langdon (Patrick Ball) le pide a Dana (Katherine LaNasa) que lo apoye, pero se sorprende cuando ella revela que está considerando renunciar. Langdon le dice a Robby que robó dosis para calmar sus síntomas de abstinencia y que tenía miedo de ver a un médico porque podría perder su licencia. Cuando Robby le dice que necesita buscar ayuda, Langdon le dice que una enfermera del turno de noche vio su ataque de pánico. McKay tiene una conversación privada con David (Jackson Kelly), diciéndole que cualquiera que sea su intención con su "lista negra", debe obtener ayuda y que esta es su única oportunidad de cambiar su vida; aunque inicialmente no está segura de si había logrado comunicarse con él, McKay luego lo ve hablando con un psiquiatra mientras se dirige a casa. El padre de Flynn decide proceder a la punción lumbar cuando su esposa sale de la habitación. Al regresar se enfada con su marido, aunque King consigue completar el pinchazo a tiempo. Dana le dice a Robby que la policía ha arrestado a Doug Driscoll, el paciente que la atacó, y él la anima a presentar cargos.
A pesar de que los internos desean continuar con sus turnos, Gloria (Michael Hyatt) les ordena que se vayan a casa y dejen sus tareas al turno de noche. Santos (Isa Briones) le revela a un paciente que una de sus amigas se quitó la vida luego de que un hombre mayor se aprovechara de ellas y su honestidad lo convence de hablar sobre sus pensamientos suicidas con un profesional. A pesar de que inicialmente quería seguir trabajando, los acontecimientos del día finalmente alcanzan a Mohan (Supriya Ganesh), quien se derrumba brevemente en el baño antes de recomponerse. Antes de que todos se vayan, Robby pronuncia un discurso condenando el tiroteo masivo y elogiando a sus colegas por su trabajo durante el día. Dana consuela a Robby cuando él mira un memorial y le explica que la muerte de Adamson no se pudo evitar de ninguna manera. Mientras se van, Santos se da cuenta de que Whitaker (Gerran Howell) se dirige a un dormitorio y lo sigue. Ella descubre que él está durmiendo allí porque no tiene casa ni coche. Ella le ofrece quedarse en su departamento por un tiempo sin pagar alquiler a cambio de limpiar, lo cual él acepta. Mateo (Jalen Thomas Brooks) invita a Javadi (Shabana Azeez) al parque después del trabajo para tomar algunas bebidas para descomprimirse, lo cual ella acepta.
Robby intenta hablar con Jake (Taj Speights), pero este lo ignora y le dice que no es su padre. Posteriormente, Robby, conmocionado, informa a los padres de Leah sobre la muerte de su hija, lo que los deja devastados. En la azotea, Robby y Abbott (Shawn Hatosy) tienen una conversación, en la que Robby confiesa su ataque de pánico. Abbott lo consuela y le explica que hizo un gran trabajo. Luego se van a pasar el día con la intención de ir a tomar algo con algunos colegas en el parque. Allí se revela que Abbott está usando una pierna protésica. Mientras brindan, ven una ambulancia acercándose al hospital. Robby decide irse diciéndoles "mañana es otro día".

## Producción

### Desarrollo
El episodio fue escrito por el creador de la serie R. Scott Gemmill y dirigido por el productor ejecutivo John Wells. Fue el sexto crédito como guionista de Gemmill y el segundo como director de Wells.

### Escritura
Respecto al final, donde se revela que Abbott perdió una pierna durante el servicio militar y ahora usa una prótesis, Gemmill comentó: "Queríamos que Abbott fuera veterinario, y su experiencia en esas situaciones le inculcaría algo como médico". Los guionistas querían mostrar primero el desarrollo de Abbott como médico, antes de revelarlo en la escena final: "No queríamos darle mucha importancia. Era solo para mostrarlo, para que nadie lo juzgara antes de tiempo. Y al final, es una gran revelación, ojalá buena, y te das cuenta de que nunca lo ha frenado en absoluto". Shawn Hatosy comentó: "Claramente tiene algo oculto con lo que está lidiando. Comparado con lo que está pasando el Dr. Robby, es una dinámica y un equilibrio perfectos. Cuando las cosas le salen mal a Robby, tiene a alguien ahí que también es capaz de liderar, pero también es alguien en quien el Dr. Robby puede apoyarse".
Gemmill también dijo que Langdon y Robby intentarían arreglar sus respectivos problemas: "Creo que esa relación se puede reparar. Tomará tiempo, y con la naturaleza de nuestro programa, es un poco difícil, porque solo mostramos esa relación durante 15 horas. No se puede hacer mucho en 15 horas". A Isa Briones le gustó que Santos nunca llegara a confrontar a Langdon en el final: "No hay un momento de gran venganza ni nada por el estilo. Es lo que se siente al tener conflictos con la gente en el trabajo. Tuvimos que unirnos y hacer este trabajo. Fue una locura. Tampoco es su trabajo supervisar eso. Descubrió algo y ahora está en su propio viaje". También se sintió satisfecha con el desarrollo de Santos al final del episodio, y agregó: "Los primeros días siempre son algo impactante en nuestras vidas. Siempre vamos a salir del primer día de algo sintiéndonos diferentes y habiendo cambiado de alguna manera".

### Rodaje
Las escenas en el parque se filmaron en Pittsburgh, en un parque frente al Hospital General Allegheny. La conversación entre Robby y Abbott en la azotea también fue filmada en el hospital. La escena de la azotea se filmó en septiembre de 2024, el mismo día en que la serie filmó la escena de la azotea del primer episodio. A pesar de tener los guiones listos, aún no se decidían por una razón por la que Robby estaba en la cornisa, explicando que "Hacemos referencias a que Robby dio un discurso que no había sido escrito [...] fue más emocionante que todas las piezas del rompecabezas encajaran, y cuando incluimos esa [escena], realmente se sintió ganada y en continuidad con todo lo que hemos hecho. Eso se sintió realmente gratificante".

## Recepción crítica
"9:00 P.M." recibió elogios de la crítica. Laura Bogart, de The AV Club, le dio al episodio una calificación de "A" y escribió: "En el estreno, llevaba la determinación de no dejarse vencer por los fantasmas del día en que murió su mentor. Ahora, se aleja con nuevos fantasmas que, sin importar cuán testarudo, inteligente o talentoso sea, nunca podrá olvidar. Esta imagen es un testimonio perfecto de todo lo que ha hecho de The Pitt una experiencia tan gratificante y un fenómeno de boca en boca en una época en la que tantos dramas médicos intentan ser el próximo Grey's Anatomy".
Maggie Fremont, de Vulture, le dio al episodio una calificación perfecta de 5 estrellas sobre 5 y escribió: «“9:00 PM” es un final tan satisfactorio como cualquier programa podría ofrecer. Estoy disfrutando de la maravillosa televisión que hemos disfrutado en este episodio y durante toda la temporada». Brady Langmann, de Esquire, escribió: «A estas alturas, no es ningún secreto que The Pitt abordó todos los problemas que enfrenta Estados Unidos en este momento, pero el final intenta responder a una pregunta sorprendentemente simple: ¿Por qué los profesionales de la salud eligen trabajar en el sector sanitario?».
Kristen Baldwin, de Entertainment Weekly, le dio al episodio una calificación de "B+" y escribió: "Fue un poco chocante ver a los médicos y enfermeras fuera del hospital en las escenas finales del episodio. Después de solo 15 episodios, siento un apego casi patológico por estos personajes, gracias a Gemmill y al excepcional reparto de The Pitt". Nick Bythrow, de Screen Rant, escribió: "El episodio 15 de The Pitt ofreció un final apropiado para Robby y sus colegas médicos, abarcando por completo un día en la vida de quienes trabajan en el concurrido hospital de traumatología. Con abundantes preparativos para la segunda temporada y un cierre satisfactorio para este primer capítulo, el realismo del final y los momentos de los personajes lo convirtieron en una excelente manera de terminar el día".
Judy Berman, de Time, escribió: «Una residente le dice a una interna que está llena de adrenalina y que está a punto de desplomarse. «Este trabajo no puede ser tu vida», le dice un médico a otro. Sin embargo, la sala de espera, que se desalojó mientras urgencias atendía a las víctimas del PittFest, ya está llena de personas que necesitan atención médica urgentemente. Si bien estos médicos y enfermeras se han ganado una buena noche de descanso, también son dolorosamente conscientes de que su trabajo nunca terminará». Lili Loofbourow, de The Washington Post, escribió: «Un programa como este necesitaba un episodio final para explorar las consecuencias de la emergencia. Al filmar al elenco mientras pasan de la crisis a una calma desorientada, The Pitt pone especial cuidado en mostrar a la gente viendo, y a la gente que no es vista».
Jasmine Blu, de TV Fanatic, le dio al episodio una calificación de 4.9 estrellas sobre 5 y escribió: "Si eres como yo, aún no estás listo para dejar esta serie. Al igual que Mohan, después de vivir la experiencia más caótica e inmersiva de mi vida, mi adrenalina sigue a tope y no estoy ni remotamente listo para el bajón". Johnny Loftus, de Decider, escribió: "Eres un personaje de The Pitt o un espectador de The Pitt. Sea como sea, ha sido un viaje en tiempo real extremadamente angustioso, a veces aterrador, profundamente triste y, a veces, increíblemente alegre. Muchas de estas emociones se dan simultáneamente. Entonces, ¿qué te parece una lata bien fría de Iron City? Todos nos lo merecemos".